# أرييلا آريدا
أرييلا «آرا» هيرنانديز آريدا (بالإنجليزية: Ariella Arida) (من مواليد 20 نوفمبر 1988) ممثلة وعارضة أزياء وحاملة لقب ملكة جمال الفلبين 2013. مثلت الفلبين في مسابقة ملكة جمال الكون 2013 وحصلت على مركز الوصيفة الثالثة.
بعد مسيرتها المهنية في مسابقات الجمال، شاركت عريضة في بطولة فيلمي "العودة إلى الوطن" (2020) و"ساراب مونغ باتايين" (2021). في عام 2025، أصبحت المديرة الوطنية لمنظمة ملكة جمال الكون الفلبينية للتدريب والتطوير.

## نشاتها
ولدت أريدا في ألامينوس، لاجونا، الفلبين لأكاديميين أرليسيتو أريدا من ألامينوس، وإستيلا أريدا من سان بابلو. تخرجت من جامعة لوس بانيوس الفلبينية بدرجة في الكيمياء.  قبل فوزها باللقب، تنافست أريدا في مسابقة ملكة جمال الفلبين إيرث 2012.